# Abbaye Saint-Laurent d'Avignon
Pour les articles homonymes, voir Abbaye Saint-Laurent.
L'abbaye Saint-Laurent d'Avignon (latin sancti Laurentii) est une ancienne abbaye de moniales bénédictines, qui était située sur le territoire de l'actuelle commune d'Avignon, dans le département français du Vaucluse.

## Histoire
La fondation de l'abbaye daterait de la fin du XIe siècle, à la suite du transfert d'un monastère initialement installé à Caumont-sur-Durance, vers Avignon, et placée sous la règle de Saint-Benoît. Lors de ce transfert, les religieuses obtiennent du chapitre de Notre-Dame des Doms une église Saint-Laurent. La congrégation reçoit en lègue, en 1363, à la mort du cardinal Ardouin Aubert, la tour et quelques bâtiments de la livrée d'Albano. La construction de l'église, du cloître et de quelques bâtiments datent du XIVe siècle, réaménagés au XVIIe siècle et XVIIIe siècle.
A la Révolution française, les religieuses sont expulsées, en mars 1791. Divisé en 1796, le monastère est vendu par lots en 1799. De son côté, l'église Saint Laurent est fermée en 1798. Une grande partie des bâtiments du monastère sont alors détruits.

## Liste des abbesses
Source : La liste des abbesses de Saint-Laurent d'Avignon est établie principalement, sauf mention contraire en note, selon la Gallia Christiana, op. cit. infra. Les noms sont traduits en français. Ceux figurant entre parenthèses en latin sont ceux donnés textuellement par la Gallia Christiana. Le tome 1 de la Gallia Christiana, dans lequel est publiée la liste des abbesses de Saint-Laurent d'Avignon, est paru en 1715. Les abbesses postérieures figurant ici sont en conséquence issues d'autres sources, précisées à chaque fois.
| Abbesses perpétuelles : |  |                                                |                                                                                                   | |
| 1                       |  | ment. 951                                      | Maure (lat. Maura)                                                                                | Elle est mentionnée dans une charte de 951, dans laquelle un certain Lanfred (lat. Lanfredus, ou Lanfridus) et sa femme Mabille (lat. Mabilis) font des dons importants, notamment en terres arables, à l'abbaye Saint-Laurent d'Avignon. |
| 2                       |  | ment. 1033                                     | Balde (lat. Balda)                                                                                | Elle est mentionnée dans une charte de 1033. Elle est mentionnée un 17 décembre (XVI des calendes de janvier) d'une année indéterminée dans le nécrologe de l'abbaye. |
| 3                       |  | ment. 1105                                     | Forcoare (lat. Forcoara)                                                                          | Elle fut abbesse selon Dom Étienne Dulaura (1639 - 1706), moine de la Congrégation de Saint-Maur. |
| 4                       |  | ?                                              | Isnarde (lat. Isnarda)                                                                            | Elle est mentionnée un 11 janvier (III des ides de janvier) d'une année indéterminée dans le nécrologe de l'abbaye. |
| 5                       |  | ?                                              | Laurence (lat. Laurentia)                                                                         | Elle est mentionnée un 28 janvier (V des calendes de février) d'une année indéterminée dans le nécrologe de l'abbaye. |
| 6                       |  | ?                                              | Étiennette (lat. Stephana)                                                                        | Elle est mentionnée un 2 mars (VI des nones de mars), ou un 10 mars (VI des ides de mars) d'une année indéterminée dans le nécrologe de l'abbaye. |
| 7                       |  | ?                                              | Alasacie de Vinirole (lat. Alasasia Vinirola)                                                     | Elle fut élue abbesse alors qu'elle était prieure de l'abbaye, mais elle n'exerça pas cette charge, soit parce qu'elle la refusa de son propre gré, soit parce qu'elle mourut avant de pouvoir l'exercer. Elle est décédée un 21 mars (XII des calendes d'avril) d'une année indéterminée, selon le nécrologe de l'abbaye, qui indique : « XII cal. Aprilis obiit domina Alasasia priorissa electa S. Laurentii ». |
| 8                       |  | ?                                              | Ève (lat. Ava)                                                                                    | Elle est mentionnée un 24 juillet (IX des calendes d'août) d'une année indéterminée dans le nécrologe de l'abbaye. |
| 9                       |  | ?                                              | Aladésie (lat. Aladesia, ou Alasacie II (lat. Alasacia))                                          | Elle est mentionnée un 17 octobre (XVI des calendes de novembre) d'une année indéterminée dans le nécrologe de l'abbaye. |
| 10                      |  | ?                                              | Aiceline (lat. Aicelina)                                                                          | Elle est mentionnée un 20 octobre (XIII des calendes de novembre) d'une année indéterminée dans le nécrologe de l'abbaye. |
| 11                      |  | ?                                              | Emma (lat. Emma)                                                                                  | Elle est mentionnée un 19 novembre (XIII des calendes de décembre) d'une année indéterminée dans le nécrologe de l'abbaye. |
| 12                      |  | ment. 1163                                     | Mathilde Ire (lat. Mathildis I)                                                                   | Selon Dom Estiennot, elle trouva un accord avec l'archevêque d'Arles, Raimond de Bollène, au sujet de l'église de Castrum Vetus (litt. « Château Vieux »). |
| 13                      |  | ment. 1177, 1179                               | Josserande (lat. Joscerandis)                                                                     | Elle obtint une bulle de protection du pape Alexandre III en 1179. Elle est mentionnée un 11 septembre (III des ides de septembre) dans le nécrologe de l'abbaye. |
| 14                      |  | ment. 1180, 1189                               | Mathilde II (lat. Mathildis II)                                                                   | Elle eut une entrevue avec l'archevêque d'Arles, Raimond de Bollène, en 1180. Elle obtint une bulle de protection du pape Urbain III en 1186. Elle reçut des lettres d'Alphonse II, roi d'Aragon et comte de Provence, écrites à Tarascon en janvier 1189. Elle est mentionnée un 18 juin (XIV des calendes de juillet) d'une année indéterminée dans le nécrologe de l'abbaye. Son frère Pierre Guillaume (lat. Petrus Guillelmus) est mentionné un 2 janvier (IV des nones de janvier) d'une année indéterminée, toujours dans le nécrologe de l'abbaye. |
| 15                      |  | ment. 1200, 1213                               | Basine (lat. Basina)                                                                              | Elle était prieure de l'abbaye en 1189, sous l'abbatiat de Mathilde II, selon un diplôme du roi Alphonse II d'Aragon. Elle est mentionnée comme abbesse en 1200 et 1213. Elle est mentionnée un 16 juin (XVI des calendes de juillet) dans le nécrologe de l'abbaye Saint-Laurent d'Avignon et est également mentionnée dans le nécrologe de l'abbaye Saint-André de Villeneuve-lès-Avignon. Sa mère Adalaïs (lat. Adalais) est mentionnée un 3 février (III des nones de février) d'une année indéterminée dans le nécrologe de l'abbaye. |
| 16                      |  | ment. 1214, 1219                               | Adalasie (lat. Adalasia)                                                                          | Elle est également mentionnée en 1216 et 1217. Elle est peut-être la même personne qu'Alasaisie (lat. Alasaisia) Malvesina, de la famille Malivicini, qui était prieure de Saint-Véran vers cette époque. |
| 17                      |  | ment. 1241                                     | R...                                                                                              | La Gallia Christiana ne donne que l'initiale de son prénom. Elle signa en 1241 une transaction avec l'archevêque d'Arles Jean Baussan. Elle est peut-être la même personne que R. Augier (lat. R. Augeria), qui succéda à Alasaisie Malvesina comme prieure de Saint-Véran. |
| 18                      |  | ment. 1252                                     | Agnès Ire (lat. Agnes)                                                                            | |
| 19                      |  | ment. 1277, 1287                               | Raymonde d'Aramon (lat. Raimunda de Aramone)                                                      | Elle succéda à Alasaisie Malvesina et à R. Augier comme prieure de Saint-Véran. Elle écrivit en 1260 au siège apostolique car elle avait des craintes concernant son bon droit à occuper sa charge de prieure de Saint-Véran. Par la suite, elle est mentionnée comme abbesse de Saint-Laurent d'Avignon en 1277, 1278 et 1287. Elle est mentionnée un 27 mars (VI des calendes d'avril) d'une année indéterminée dans le nécrologe de l'abbaye, dans ces termes : « Aladaisis uxor Isnardi mater Raimundae abbatissae nostrae ». Elle est encore mentionnée un 21 mars (XII des calendes d'avril) d'une année indéterminée dans le nécrologe de l'abbaye, dans ces termes : « Isnardus Augerii conversus noster frater Raimundae abbatissae ». Elle est également mentionnée un 19 août (XIV des calendes de septembre) d'une année indéterminée dans le nécrologe de l'abbaye Saint-André. |
| 20                      |  | ment. 1292                                     | Béatrix Ire d'Aramon (lat. Beatrix de Aramone)                                                    | |
| 21                      |  | ment. 1306, 1328                               | Bertrande Ire de Barjols (lat. Bertranda I de Barjols)                                            | Elle est mentionnée comme abbesse de Saint-Laurent d'Avignon en 1306, 1307, 1322 et 1328. Elle est mentionnée un 5 mars (III des nones de mars) d'une année indéterminée dans le nécrologe de l'abbaye, ainsi qu'un 11 avril (III des ides d'avril), également d'une année indéterminée, toujours dans le nécrologe de l'abbaye. |
| 22                      |  | ment. 1332 - ?                                 | Jeanne Ire Marciucurva (lat. Johanna Marciucurva)                                                 | Elle est élue abbesse en 1332. |
| 23                      |  | ? - † 1er mai 1339                             | Tiburge de Burbone (lat. Tiburgis de Burbone, probabl. « de Boulbon »)                            | Elle meurt le jour des calendes de mai 1339 (le 1er mai). |
| 24                      |  | ment. 1340 - † 24 mars 1346                    | Guiburge de Boulbon (lat. Guiburga de Bulbone, ou Gaburge (lat. Gaburgis))                        | Elle est mentionnée comme abbesse en 1340, 1344 et 1346. Elle est décédée le 24 mars (IX des calendes d'avril) selon le nécrologe de l'abbaye. |
| 25                      |  | ment. 1346                                     | Beinhona de Beinhono                                                                              | |
| 26                      |  | 1350 ou 1351 - † 5 octobre 1402                | Béatrix II d'Augier (lat. Beatrix II Augeria)                                                     | Elle est la fille de Guillaume d'Augier, châtelain (lat. domicellus) de Pont-de-Sorgues (lat. Ponte Sorgia), dans le diocèse d'Avignon. Elle est mentionnée comme abbesse en 1350, 1352, 1354, 1355, 1369, 1389, 1391, 1397, 1401 et 1402. |
| 27                      |  | ment. 1402                                     | Bertrande II d'Augier (lat. Bertranda II Augeria)                                                 | |
| 28                      |  | 1402 - † 26 septembre 1407                     | Catherine Ire Brotinelle (lat. Catharina I Brotinelle, ou Bratinel)                               | D'abord procuratrice de l'abbaye, elle en devient abbesse, mentionnée comme telle en 1403, 1404 et 1407. Elle est morte le 26 septembre (VI des calendes d'octobre) 1407, selon le nécrologe de l'abbaye. |
| 29                      |  | 1407 - † 14 février, vers 1420                 | Agnès II Giraude (lat. Agnes II Giraude)                                                          | Ell est également mentionnée comme abbesse en 1408, 1409, 1410, 1412, 1413, 1414, 1416, 1417 et 1418. |
| 30                      |  | vers 1421 ou 1423 - † 18 décembre 1433 ou 1438 | Douce Hugolin (lat. Dulceta Hugolina, ou Douceline (lat. Dulcelina), ou Dulsana Hugoline)         | Mentionnée comme abbesse en 1421, 1423, 1426, 1433 et 1438. Elle mourut un 18 décembre (XV des calendes de janvier), selon le nécrologe de l'abbaye. |
| 31                      |  | 1433 ou 1438 - † 3 juillet 1473                | Marguerite Ire d'Astoaud (lat. Margarita I Estoauda, ou Astoauda)                                 | Elle est également mentionnée comme abbesse en 1440 et 1471. Elle mourut le 3 juillet (V des nones de juillet) 1473, selon l'obituaire de l'abbaye. |
| 32                      |  | 1473 - † 24 juin 1488                          | Catherine II de Ruspo (lat. Catharina II de Ruspo, ou de Ruffo)                                   | Elle est également mentionnée comme abbesse en 1478 et 1479. Elle mourut le 24 juin (VIII des calendes de juillet) 1488. Dom Étienne Dulaura a laissé dans une note manuscrite le nom de Margarita de Rucyio comme abbesse en 1488. |
| 33                      |  | 1488 - † 23 décembre 1527                      | Gillette d'Astoaud (lat. Gilletta Estoauda, ou Aslomanda)                                         | Elle est mentionnée comme abbesse en 1488, 1493, 1512 et 1524. Elle mourut le 23 décembre (X des calendes de janvier) 1527. |
| 34                      |  | 1528 - † 29 décembre 1564                      | Anne Ire de Seytre (lat. Anna Sentoris, ou Agnès de Seytre)                                       | Elle est mentionnée comme décédée le 29 décembre (IV des calendes de janvier) 1564 dans le nécrologe de l'abbaye. |
| 35                      |  | 29 décembre 1564 - † 22 janvier 1575           | Jeanne II de Thézan de Vénasque (lat. Johanna de Thesan de Venasque)                              | Elle est également mentionnée comme abbesse en 1568 et 1569. Elle est mentionnée comme décédée le 22 janvier (XI des calendes de février) 1575 dans le nécrologe de l'abbaye. |
| 36                      |  | 1575 - † 25 juin 1575                          | Anne II de Cabassole (lat. Anneta Cabasolle)                                                      | Elle est élue abbesse après la mort de Jeanne II de Thézan de Vénasque le 22 janvier 1575, mais ne gouverne l'abbaye que quelques mois, et meurt à son tour le 25 juin (VII des calendes de juillet) de la même année. |
| 37                      |  | 1575 - † 5 novembre 1580                       | Catherine III de Bellon (lat. Catharina III Bellona)                                              | Elle est également mentionnée comme abbesse en 1580. Elle est mentionnée comme décédée le 5 novembre (aux nones de novembre) dans le nécrologe de l'abbaye. |
| 38                      |  | 1581 - † 25 décembre 1607                      | Anne III de Merles (lat. Anna de Merulis)                                                         | Elle est entrée à l'abbaye en 1549. Elle est également mentionnée comme abbesse en 1588. Au cours de son abbatiat, une nouvelle règle a été édictée concernant le choix des abbesses. Il fut décidé en effet qu'après sa mort, intervenue en 1607, les abbesses ne seraient plus désignées à vie, mais pour une période triennale. Anne III de Merles est donc la dernière abbesse perpétuelle du couvent. |
| Abbesses triennales :   |  |                                                |                                                                                                   | |
| 39                      |  | 1608 - vers 1611                               | Émilie de Révilliasc de Barroux (lat. Emilia de Rouillas)                                         | Elle est entrée à l'abbaye en 1566. Elle est la première abbesse choisie pour une période triennale. Elle meurt en 1619 |
| 40                      |  | 1611 - 1614                                    | Diane Ire de Féléon de Beaulieu (lat. Diana I de Beaulieu)                                        | Elle est entrée à l'abbaye en 1575. Premier abbatiat. |
| 41                      |  | 1614 - 1617                                    | Éléonore Ire de Serre (lat. Eleonora de Serre)                                                    | Elle est entrée à l'abbaye en 1583. Premier abbatiat. |
| 42                      |  | vers 1617 - vers 1620                          | Camille de Révilliasc (lat. Camilia de Revilasco, ou Camilla)                                     | La Gallia Christiana précise qu'elle est peut-être la même qu'Émilie de Révilliasc de Barroux, abbesse en 1608, morte en 1619. Elle est mentionnée comme abbesse le 8 juin (VI des ides de juin) 1619 dans le nécrologe de l'abbaye. |
| 40                      |  | 1620 - vers 1623                               | Diane Ire de Féléon de Beaulieu, (lat. Diana I de Beaulieu)                                       | Second abbatiat. Elle meurt en 1635. |
| 43                      |  | 1623 - vers 1626                               | Lucrèce Ire de Révilliasc de Barroux, (lat. Lucretia de Rouillas de Barroux)                      | Elle est entrée à l'abbaye en 1602. Premier abbatiat. |
| 41                      |  | 1627 - † 23 août 1636                          | Éléonore Ire de Serre (lat. Eleonora de Serre)                                                    | Elle est élue abbesse pour la deuxième fois en 1627, réélue une troisième fois en 1630 puis enfin réélue une quatrième fois en 1633. Elle meurt en charge le 23 août (X des calendes de septembre) 1636. |
| 44                      |  | 27 août 1636 - 26 août 1639                    | Marie de Moiroux (lat. Maria de Moiroux)                                                          | Elle est entrée à l'abbaye en 1598. Elle est élue abbesse le mercredi 27 août 1636, puis confirmée avant la fin de cette même année. Premier abbatiat. |
| 45                      |  | 26 août 1639 - 27 août 1642                    | Éléonore II de Laurent (lat. Eleonora de Laurenti)                                                | Elle est entrée à l'abbaye en 1599. Elle est élue abbesse le 26 août 1639. Elle meurt en 1648. |
| 43                      |  | 27 août 1642 - vers août 1645                  | Lucrèce Ire de Révilliasc de Barroux (lat. Lucretia de Rouillas de Barroux)                       | Elle est élue et confirmée comme abbesse le 27 août 1642. Elle exerce sa charge jusqu'en 1645. Second abbatiat. Elle meurt en 1647. |
| 46                      |  | vers août 1645 - vers août 1648                | Catherine IV de La Fare (lat. Catharina de La Fare, ou de La Fare-Lopis)                          | Elle est entrée à l'abbaye en 1604. Elle est élue comme abbesse en 1645. Elle meurt en 1672. |
| 47                      |  | vers août 1648 - vers août 1651                | Diane II de La Salle de La Garde (lat. Diana II de La Salle de La Garde)                          | Elle est entrée à l'abbaye en 1604. Premier abbatiat. |
| 44                      |  | vers août 1651 - vers août 1654                | Marie de Moiroux (lat. Maria de Moiroux)                                                          | Second abbatiat. Elle meurt en 1662. |
| 48                      |  | vers août 1654 - vers août 1657                | Anne IV de Pannisse (lat. Anna de Pannise)                                                        | Elle est entrée à l'abbaye en 1605. Elle meurt le 30 décembre (III des calendes de janvier) 1658. |
| 47                      |  | vers août 1657 - † 1660                        | Diane II de La Salle de La Garde (lat. Diana II de La Salle de La Garde)                          | Second abbbatiat. |
| 49                      |  | 1660 - vers 1663                               | Claire de Gay (lat. Clara de Gay)                                                                 | Elle est entrée à l'abbaye en 1606. Elle meurt en 1666 |
| 50                      |  | 1663 - vers 1666                               | Madeleine d'Astres                                                                                | Elle est entrée à l'abbaye en 1609. Elle meurt en 1682. |
| 51                      |  | 1666 - vers 1669                               | Marguerite II des Achards de La Baume (lat. Margarita II de La Baume, ou des Achards de La Baume) | Elle est entrée à l'abbaye en 1616. Premier abbatiat. |
| 52                      |  | 1669 - vers 1672                               | Jeanne III d'Astres (lat. Johanna d'Astres)                                                       | Elle est entrée à l'abbaye en 1618. Premier abbatiat. |
| 51                      |  | 1672 - vers 1675                               | Marguerite II des Achards de La Baume (lat. Margarita II de La Baume, ou des Achards de La Baume) | Deuxième abbatiat. |
| 52                      |  | 1675 - vers 1678                               | Jeanne III d'Astres (lat. Johanna d'Astres)                                                       | Second abbatiat. Elle meurt en 1680. |
| 51                      |  | 1678 - † 1681                                  | Marguerite II des Achards de La Baume (lat. Margarita II de La Baume, ou des Achards de La Baume) | Troisième abbatiat. |
| 53                      |  | 1681 - vers 1684                               | Marguerite III de Guyon (lat. Margarita III de Guyon)                                             | Elle est entrée à l'abbaye en 1639. Premier abbatiat. |
| 54                      |  | 1684 - vers 1687                               | Françoise de Villefranche de Caumon (lat. Francisca de Ville-Franche de Caumon)                   | Elle est entrée à l'abbaye en 1648. Premier abbatiat. |
| 55                      |  | 1687 - † 1688                                  | Lucrèce II d'Henricy (ou d'Hanricy, ou Denricy)                                                   | Elle est entrée à l'abbaye en 1649. Elle est élue abbesse triennale en 1687, mais meurt l'année suivante. |
| 53                      |  | vers 1688 - † 11 janvier 1691                  | Marguerite III de Guyon (lat. Margarita III de Guyon)                                             | Second abbatiat. |
| 54                      |  | 24 janvier 1691 - vers 1694                    | Françoise de Villefranche de Caumon (lat. Francisca de Ville-Franche de Caumon)                   | Elle est élue abbesse le 24 janvier 1691 pour ce deuxième abbatiat. Elle meurt en 1701. |
| 56                      |  | 1694 - vers 1697                               | Catherine V de Seitres de Caumon (lat. Catharina V de Seitres de Caumon)                          | Elle est entrée à l'abbaye en 1664. Elle meurt en 1714. |
| 57                      |  | 1700 - vers 1703                               | Catherine VI de Guyon (lat. Catharina VI de Guyon)                                                | Elle est entrée à l'abbaye en 1652. Elle meurt en 1712. |
| 58                      |  | 1703 - vers 1706                               | Catherine VII de Seitres (lat. Catharina VI de Seitres)                                           | |
| 59                      |  | 1706 - vers 1709                               | Marguerite IV de Sade (lat. Margarita de Sade)                                                    | Elle est entrée à l'abbaye en 1664. Premier abbatiat. |
| 60                      |  | 1709 - vers 1712                               | Gabrielle Ire de Thézan de Vénasque (lat. Gabrielis de Thesan de Venasque)                        | Elle est entrée à l'abbaye en 1665. Elle meurt en 1737. |
| 59                      |  | 1712 - vers 1715                               | Marguerite IV de Sade (lat. Margarita de Sade)                                                    | Deuxième abbatiat. |
| 59                      |  | 1718 - vers 1721                               | Marguerite IV de Sade (lat. Margarita de Sade)                                                    | Troisième abbatiat. |
| 59                      |  | 1724 - vers 1727                               | Marguerite IV de Sade (lat. Margarita de Sade)                                                    | Quatrième abbatiat. Elle meurt en 1733. |
| 61                      |  | ?                                              | Élisabeth de Marignane (ou de Marigne)                                                            | Elle est entrée à l'abbaye en 1681. Elle meurt en 1747. |
| 62                      |  | ?                                              | Gabrielle II de Caumon                                                                            | Elle est entrée à l'abbaye en 1701. Elle meurt en 1754. |
| 63                      |  | ?                                              | Marguerite V de Tulle                                                                             | Elle est entrée à l'abbaye en 1696. Elle meurt en 1755. |
| 64                      |  | ?                                              | Sibille de Mars                                                                                   | Elle est entrée à l'abbaye en 1681. Elle meurt en 1758. |
| 65                      |  | 1755 - vers 1758                               | Marie-Gabrielle-Laure de Sade                                                                     | Elle est entrée à l'abbaye en 1714. Premier abbatiat. |
| 65                      |  | 1767 - vers 1770                               | Marie-Gabrielle-Laure de Sade                                                                     | Deuxième abbatiat. |
| 65                      |  | 1776 - † 1779                                  | Marie-Gabrielle-Laure de Sade                                                                     | Troisième abbatiat. |
| 66                      |  | ?                                              | Dorothée-Françoise d'Agoult                                                                       | Elle est entrée à l'abbaye en 1735. Elle meurt le 13 février 1796. |